# 中国人民解放军第三军
中国人民解放军第三军，前身成立于1946年11月的晋绥军区第三纵队，1952年6月并入中国人民解放军第一军，番号撤销。

## 历史

### 第三纵队
1946年11月10日，晋绥野战军番号撤销，晋绥野战军部队连同晋绥军区部队编成晋绥军区第一、第二、第三纵队。其中，第三纵队在山西省朔县地区成立，人员由原晋绥野战军司令部一部及晋绥野战军独立第二、第三、第五旅组成，共1.5万余人。许光达任司令员，孙志远任政治委员，贺炳炎任副司令员，李夫克任参谋长。
1947年5月中旬，独立第五旅奉命进至陕西省绥德地区，配合西北野战部队作战。7月中旬，贺龙找到许光达说：“军委开过会了，三纵要调过河去……我请示了彭总，把你那第三旅留下，你带二、五两个旅过河。”8月初，第三纵队将独立第三旅留在晋西北，许光达率独立第二旅西渡黄河，开赴陕甘宁解放区与独立第五旅会合，转隶西北野战军建制。8月6日，第三纵队参见围攻榆林战役，负责从东面扫清榆林外围守军武装，攻打位于榆林东北秃尾河西侧固守高家堡、乔家滩的八十六师的1个团和1个补训营。8月6日下午，许光达召集纵队作战会议，强调这是三纵调入陕北的第一次战斗，是保卫党中央、毛主席的战斗，一定要打好，拟定作战计划由独二旅旅长唐金龙命令三十六团攻击乔家滩，十七团攻击高家堡，二十一团作为预备队。8月6日晚发起攻击，守军凭借坚固工事顽抗，激战一天未分胜负。许光达决定改变打法，部队合力攻打高家堡。经过紧张激烈的战斗，高家堡最终被攻克。此次战斗，共毙伤敌200 余人，俘陕北警备司令张子英、二五六团团长李含英以下1400余人。
1947年8月中旬，中共中央机关在陕北葭县被国军刘戡与钟松所部逼近。8月16日夜，中央前委机关冒着大雨进至乌龙铺以东的曹家庄。周恩来亲自打电话给彭德怀，告知中央机关不过黄河，仍继续留在陕北，希望派一名得力的将领火速带兵前来，保卫中央机关向安全地带转移。彭德怀让许光达撤出榆林前往乌龙铺掩护中央机关转移。许光达当即率三纵冒着大雨拼命向乌龙铺前进。8月17日凌晨三纵到达指定区域乌龙铺，与绥德军分区警备四、六团插到乌龙铺与沙家店之间的当川寺，切断敌钟松部前梯队第一二三旅及一六五旅之四九三团与敌刘戡主力联系。许光达向各旅长交代： “哪怕是敌人炮弹落在身上，也不许后退一步。” 18日大雨不停引起山洪暴发，当日上午10时左右，三纵在乌龙铺以北和刘戡的整编第二十九军先头部队接火，刘戡带领敌军主力部队仍冒雨前进到达葭县店镇一带；中央前委机关因葭芦河河水猛涨无法前进改向西北方向移动仍未脱离险境。钟松部前梯队第一二三旅及一六五旅之四九三团也向乌龙铺方向前进。三纵从上午一直打到第二天拂晓，顶住了敌人1个整编军部、3个整编旅的轮番进攻。19日，三纵赶到了乌龙铺和沙家店之间的当川寺，前有刘戡主力压过来，后面是葭芦河，三纵背水列阵，保卫中央前委机关的安全。19日当天西野一纵、二纵把钟松的整编第三十六师师部及整编第一六五旅包围在沙家店地区。随后新四旅及教导旅又将由乌龙铺调头西援的整编第一二三旅包围在常家高山附近。三纵将刘戡亲自率领的整编二十九军两个半旅阻止在当川寺一线。随着钟松部逐个被歼，刘戡部掉头回撤。 
1947年9月23日，彭德怀在安家渠召集一纵、三纵和教导旅、新四旅领导开会，确定了先取延长、延川，然后集中攻打清涧的延清战役部署， 以此扫除侵入陕甘宁边区腹地的敌军，为西野南进减少后顾之忧。10月1日，许光达指挥三纵会同教导旅，先后攻克延长、延川两城，切断了清涧、子长、绥德与延安之间的联系，创造了围歼清涧守军廖昂的整编七十六师的有利条件。10月4日，许光达率三纵兵临清涧城下，准备会同一纵攻城；教导旅、新四旅也做好了打击援清之敌的准备。7日拂晓，三纵按计划开始清扫清涧城外围战斗，到10月9日基本完成，但城东制高点—“倒吊柳”的守备营是颗硬钉子，三纵伤亡很大，前进受阻。此时，整编第二十九军军长刘戡率5个半旅由延安来援，距清涧只有一日行程。许光达重新组织攻击力量，集中全纵队的火力敲开倒吊柳的门，中午时独二旅二十一团拿下倒吊柳。随后一纵也夺取了笔架山。至此清涧城外围据点被全部扫清。10月9日晚21点开始总攻，战直次日拂晓， 三十六团才以连续的爆破炸开了东门攻入城内展开巷战。接着三纵队五旅与一纵队一旅配合炸开了北门。清涧被攻克，共歼灭、俘虏守军整编第七十六师师部、第二十四旅旅部及其直属部队8000余人，其中生俘中将师长廖昂以下6600余人。
1947年10月，第三纵队又参加第二次攻打榆林。
1947年冬，第三纵队在陕北清涧地区开展整军运动。
1948年2月，中央军委指示西北野战军迅速发起春季攻势，转入外线作战，向南进攻，协同太岳兵团攻打胡宗南部。攻敌时，首先歼灭咸阳至延安公路两侧之敌，打破其机动防御部署，解放黄龙山区，以此为依托，乘胜向南进攻，直通西安，策应中原。因此， 西北野战军决定：围宜打援，即宜川战役。围攻宜川统一由许光达指挥。
后参加了收复延安战役追歼何文鼎部、解放洛川战役、澄都战役、荔郃战役和冬季战役等。

### 成立第三军
1949年2月1日，根据中共中央军委统一全军编制及部队番号的命令，第3纵队改称中国人民解放军第3军，隶属第一野战军建制。军长许光达，副政治委员朱明，参谋长李文清，政治部主任江勇为，供给部部长刘华香。所部三个独立旅改称为师，全军共2.1万余人。
| 新番号 | 原番号    | 师长   | 政治委员 |
| ------ | --------- | ------ | -------- |
| 第7师  | 独立第2旅 | 唐金龙 | 梁仁芥   |
| 第8师  | 独立第3旅 | 杨嘉瑞 | 孟昭亮   |
| 第9师  | 独立第5旅 | 朱声达 | 王赤军   |

1949年2月中旬至6月中旬，第三军先后参加了春季战役和陕中战役，歼灭国民政府蒲城守军和富平自卫团；在乾县、礼泉地区挫败国军第八十二军向西安的回击。6月17日，编入第二兵团，第八师由晋北到陕西省泾阳地区归建。7月中旬，参加扶眉战役，会同第四、第六军及第十八兵团部队将国军第十八兵团部及三个军之大部聚歼于渭河以北午井、罗局镇地区。7月中旬至8月初在陇东追击战中，攻占陇县，解放庄浪等城镇。8月下旬参加兰州战役，配合第四军攻占狗娃山国军阵地，尔后攻入兰州城西关，抢占黄河铁桥，切断了国军守军的退路，歼其8000余人。9月1日向甘肃河西走廊进军。军长黄新廷率快速部队，于9月25日进占中国当时唯一的石油矿区老君庙油矿（今玉门油田）。
1949年9月下旬，由于新疆和平解放，第三军奉命停止西进，驻扎在河西走廊地区的张掖、武威、酒泉等地，负责执行剿灭土匪、肃清特务、维护社会治安、建立地方人民政权、参加生产建设等任务。期间，对拨归第三军的国军骑兵团、独立团、驼兵团等投诚部队进行收编改造工作。

### 番号撤销
1952年6月，为准备执行抗美援朝的作战任务，西北军区决定第一军与第三军合并为一个重装军，番号仍为中国人民解放军第一军。第三军番号被撤销。
| 原编制           | 新编制 | 备注             |
| ---------------- | --- | ---------------- |
| 军部             | 司令部、后勤部、干部部调给空军，1953年1月和空军第5供应大队合编为空军第11航空学校；政治部改编为西北军区军政干校。 |                  |
| 第七师、第九师   | 合编为中国人民解放军第一军第七师                                                                                 |                  |
| 第八师           | 与第一军第二师合编                                                                                               | 1969年改称第三师 |
| 第八师师部       | 改编为华北空军第二十七驱逐师师部                                                                                 |                  |
| 第九师师部       | 炮兵第十五师师部                                                                                                 |                  |
| 骑兵团、骆驼兵团 | 两团合并为西北军区骑兵第3团                                                                                      |                  |
| 炮兵团           | 炮兵第十五师第四团                                                                                               |                  |
| 速成中学         | 西北军区第三速成中学                                                                                             |                  |

## 下属师

### 第7师
第7师前身为独立第二旅。1939年1月八路军第120师贺龙师长、关向应政委率领第358旅第715、第716团开赴冀中。1939年4月第358旅旅长张宗逊、政委张平化率该旅机关一部分前往冀中。为加强晋西北地区领导力量，1939年4月留守的第358旅机关一部和直属队组建的新358旅（彭绍辉358旅，“彭八旅”），彭绍辉从冀中一二〇师教导队回到晋西北任旅长，政委罗贵波，参谋长李夫克，政治部主任刘惠农。下属部队有；七一四团（团长顿星云）驻静乐；独一团（团长毛少先）驻忻、崞、代；独二团（团长周彪）驻文水、交城；警六团（团长孙超群、政委张达志）驻雁北；独立第六支队（支队长刘华香）驻雁北。1940年4月改称第120师独立第2旅，辖714团（由714团与独2团合编改称）、5团（由独1团改称）、6团（由警备6团改称）和雁北6支队。1940年11月7日，晋西北军区成立，独二旅兼晋西北2分区，所辖5团缩编为二分区警卫营，6团改称9团；山西新军暂编1师（辖36、37团）调归2分区指挥。1941年5月，雁北第6支队调归晋西北5军分区。1942年9月，晋西北军区2分区改称晋绥军区2分区，辖714、9、36团（暂1师缩编）。1942年9月至1945年7月，偏清支队划归独立第2旅建制。1943年6月，714团调归独1旅建制。1945年4月，1945年4月，晋绥军区直属21团（原山西新军工卫旅缩编）调归旅建制，9团调归绥蒙军区塞北军分区。1945年8月11日免兼2分区，改称晋绥野战军独2旅，辖36团、27团（原冀中军区27团）、21团。1946年6月，独2旅27团与独3旅17团对调转隶。1947年9月15日，该旅17、36、21团依次改称4、5、6团。旅长张开基/闵洪友/吴子杰/徐国贤/徐立树，政委孙志远/梁仁芥/戴金川/朱致平，旅参谋长廖述云。
- 第19团：冀中第19团、第22团、第26团，1943年秋调晋绥，合编为晋绥第三军分区第17团。1945年7月编入独三旅为第17团。1946年6月调独二旅。1949年2月改称第19团。团长康致中（1919-1953.6.26），政委孙泽东（1921-1953.6.26）
- 第20团：前身山西新军暂编第一师。后暂一师缩编为第36团。1945年7月编入独二旅为第36团。团长张开基/龚兴业/白指南
- 第21团：前身为山西新军山西工人武装自卫旅。

### 第8师
第8师前身为1945年8月组建的晋绥野战军独立第3旅。1952年6月与第1军第2师合编为第2师，原8师师部改为空军第27师师部；第22团团部调归空军，其部队编入第2师师直和第4团；第23团整编为第2师第5团；第24团（红军团）改建为第2师战车团。
- 第22团
- 第23团
- 第24团：前身为中国工农红军陕北独立2师。1933年农历正月十五由3——5人游击小组，秘密组成一支陕北游击队。9月，改编为神府特务队。11月7日，改编为工农红军陕北游击3支队。1934年9月18日，改编为工农红军陕北独立师3团。1935年1月30日，改编为陕北红军27军84师3团。2月，改称神府独立3团。1936年7月，与神府独立4团合编为陕北独立2师。1937年8月25日，改编为八路军120师工兵营。10月2日，扩编为陕甘宁留守兵团警备6团。1938年4月，归建120师建制。12月，归（彭）358旅指挥。1939年4月，调归（彭）358旅建制。1940年4月，改编为独2旅6团。11月7日，改编为晋西北军区2分区（独2旅兼）9团。1945年4月，调归晋绥军区塞北分区。7月，调归雁门军区5分区。8月，调归晋绥军区绥蒙军区指挥。1946年11月16日，改编为晋绥军区3纵队独3旅9团。1949年2月改称第24团。1952年7月1日，改编为1军2师战车团。1953年1月该团编散，仍保留番号。1953年3月，以第1战车学校和坦克1、2、3训练基地抽调部分干部和乘员，重新组建机关和营连机构，番号改称坦克自行火炮207团，隶属志愿军2师建制，暂归华北军区装甲兵领导。1955年4月4日入朝归建。

### 第9师
第9师前身是1946年11月组建的晋绥军区第3纵队独立第5旅。1952年6月，与第7师合编为第1军第7师。原9师师部改编为炮兵第15师师部；第25团团部调归空军，其部队编入第7师第19、第20团和战车团；第26团改建为第7师炮兵团；第27团整编为第7师第21团。
- 第25团：前身是第2（雁门）军分区独立第一团。1946年11月编入独五旅为第13团。
- 第26团：
- 第27团：前身是山西新军决死四纵队第19团。1942年12月改编为晋绥四分区19支队。后为晋绥六分去第19团、雁门军区第19团。1946年11月编入独五旅为第15团。团长吕仁礼，1949年9月下旬抢占了玉门油田、嘉峪关、敦煌。

## 历任领导
| 晋绥军区第3纵队 1946.11.06-1947.08.04 | 晋绥军区第3纵队 1946.11.06-1947.08.04 | 晋绥军区第3纵队 1946.11.06-1947.08.04 |
| ------------------------------------- | ------------------------------------- | ------------------------------------- |
| 司令员                                | 许光达                                | 1946.11.06-1947.08.04                 |
| 政治委员                              | 孙志远                                | 1946.11.06-1947.08.04                 |
| 副司令员                              | 贺炳炎                                | 1946.11.06-1947.08.04                 |
| 参谋长                                | 李夫克                                | 1946.11.06-1947.08.04                 |
| 副参谋长                              | 邓家泰                                | 1946.11-1947.08                       |
| 政治部副主任                          | 杨尚高                                | 1946.11.06-1947.08.04                 |
| 供给部部长                            | 赵金璧                                | 1946.11-1946.11                       |
| 供给部部长                            | 宋庆生                                | 1946.11-1947.08                       |

| 西北野战军第3纵队 1947.08.04-1949.02.01 | 西北野战军第3纵队 1947.08.04-1949.02.01 | 西北野战军第3纵队 1947.08.04-1949.02.01 |
| --------------------------------------- | --------------------------------------- | --------------------------------------- |
| 司令员                                  | 许光达                                  | 1947.08.04-1949.02.01                   |
| 政治委员                                | 孙志远                                  | 1947.08.04-1949.02.01                   |
| 参谋长                                  | 李夫克                                  | 1947.08-                                |
| 参谋长                                  | 李文清                                  | 1948.10-1949.02                         |
| 第一副参谋长                            | 李文清                                  | 1947.08-1948.10                         |
| 第二副参谋长                            | 邓家泰                                  | 1947.08-1949.02                         |
| 政治部主任                              | 朱明                                    | 1947.12-1949.02                         |
| 政治部副主任                            | 杨尚高                                  | 1947.08-1948.10                         |
| 政治部副主任                            | 江勇为                                  | 1948.09-1949.02                         |

| 中国人民解放军第3军 （隶属第一野战军） 1949.02.01-1952.07.01 | 中国人民解放军第3军 （隶属第一野战军） 1949.02.01-1952.07.01 | 中国人民解放军第3军 （隶属第一野战军） 1949.02.01-1952.07.01 |
| ------------------------------------------------------------ | ------------------------------------------------------------ | ------------------------------------------------------------ |
| 军长                                                         | 许光达                                                       | 1949.02-1949.06                                              |
| 军长                                                         | 黄新庭                                                       | 1949.06-1952.07                                              |
| 政治委员                                                     | 朱明                                                         | 1949.06-1950.01                                              |
| 政治委员                                                     | 朱辉照                                                       | 1950.01-1951.03                                              |
| 政治委员                                                     | 梁仁莽                                                       | 1951.03-1952.07                                              |
| 副军长                                                       | 唐金龙                                                       | 1949.07-1950.08                                              |
| 副军长                                                       | 杨嘉瑞                                                       | 1950.08-1952.07                                              |
| 副政治委员                                                   | 朱明                                                         | 1949.02-1949.06                                              |
| 副政治委员                                                   | 朱辉照                                                       | 1949.07-1950.01                                              |
| 参谋长                                                       | 李文清                                                       | 1949.02-1949.09                                              |
| 参谋长                                                       | 邓家泰                                                       | 1949.09-1952.07                                              |
| 政治部主任                                                   | 江勇为                                                       | 1949.02-1950.08                                              |
| 政治部主任                                                   | 梁仁莽                                                       | 1951.03-1952.07[兼]                                          |